# 9820 Hempel
9820 Hempel (3064 T-1) là một tiểu hành tinh vành đai chính được phát hiện ngày 26 tháng 3 năm 1971 bởi C. J. van Houten, I. van Houten-Groeneveld, và T. Gehrels ở Đài thiên văn Palomar.